# Карл III (Ортенбург)
Карл III фон Ортенбург (на немски: Carl III Graf v.Ortenburg-Neuortenburg) е имперски граф на Ортенбург-Нойортенбург (1725 – 1776).

## Биография
Роден е на 2 февруари 1715 година в Ортенбург. Той е единственият син на граф Йохан Георг фон Ортенбург-Нойортенбург (1686 – 1725) и втората му съпруга принцеса Мария Албертина фон Насау-Узинген/Насау-Саарбрюкен-Саарверден (1686 – 1768), дъщеря на княз Валрад фон Насау-Узинген-Насау-Саарбрюкен (1635 – 1702) и графиня Катарина Франциска Изабела Мария дьо Круа-Рьол († 1686).
След смъртта на баща му само на 39 години, 10-годишният Карл поема през 1725 г. номинално имперското графство Ортенбург. Опекунството получава майка му принцеса Мария Албертина фон Насау-Саарбрюкен. На 5 май 1739 г. вече пълнолетен Карл III поема управлението на Ортенбург.
През 1751 г. той завършва започналото престрояване на „Маркт-църквата“ в Ортенбург през 1703 г. със завършването на църковната кула. Разходите на строежа са 870 гулдена.
Карл III фон Ортенбург умира на 1 март 1776 г. в Ортенбург на 61-годишна възраст. Погребан е в евангелската гробница в „Маркт-църквата“ в Ортенбург.

## Фамилия
Карл III фон Ортенбург се жени на 8 октомври 1779 г. за графиня Луиза София фон Залм, вилд-и Рейнграфиня в Райнграфенщайн (* 2 април 1719; † 2 декември 1766), дъщеря на граф, вилд-и Рейнграф Йохан Карл Лудвиг фон Салм-Рейнграфенщайн (1686 – 1740) и графиня София Магдалена фон Лайнинген (1691 – 1727). Те имат 14 деца:
- София Каролина (* 10 юли 1742; † 6 март 1749)
- Карл Албрехт фон Ортенбург (* 30 юни 1743; † 5 февруари 1787), имперски граф на Ортенбург (1776 – 1787), женен на 8 октомври 1779 г. за графиня Кристиана Луиза фон Залм, вилд-и Рейнграфиня в Гаугревайлер, Райнграфенщайн (* 21 декември 1753; † 27 октомври 1826)), дъщеря на граф, вилд-и Рейнграф Карл Магнус фон Рейнграфенщайн (1718 – 1793) и графиня Йохана Лудовика фон Залм, вилд-и Рейнграфиня в Даун (1723 – 1780)
- Лудвиг Емануел (* 30 ноември 1744; † 20 ноември 1798, Ортенбург), лейтенант в пруската войска
- Кристиан Фридрих (* 30 ноември 1745; † 15 декември 1821, Бургхаузен), капитан на пруска военна служба, обрист-лейтенант на курпфалц-баварска служба, основател на страничната линия на графовете фон Ортенбург, женен (морг.) 1778 г. за Йохана Фридерика Хапе (* 1746)
- Йохан Август (1746 – 1748)
- Георг Густав (1748 – 1789)
- Фридрих Александер Магнус (*/† 1749)
- Луиза Йоханета (1750 – 1783)
- Адолф Фердинанд (* 13 октомври 1751; † 21 февруари 1787, Пасау), хауптман на нидерландска военна служба, член на немски рицарски орден
- Фридерика Каролина (* 17 ноември 1752; † юни 1834), монахиня в Гандерсхайм
- Вилхелм Леополд (1753 – 1754)
- Албертина Вилхелмина (1754 – 1755)
- Кристиана Александрина (* 27 септември 1755; † 1812, Прага), монахиня във Валенщайн
- Йохан Рудолф (* 27 ноември 1756; † 7 септември 1802, Ортенбург), майор на кайзерска-австрийска военна служба, по-късно полковник-лейтенант ad honores